# Juayúa
Juayúa ist ein Municipio in El Salvador im Departamento Sonsonate. Es liegt im äußersten Norden des Departamento an der Grenze zu Ahuachapán.

## Name
Der Name Xuayúa (x sprich wie „sch“) stammt aus dem Nawat (Pipil) und leitet sich von dem Pflanzennamen xuayu bzw. xuayut ab, einer rot oder purpurfarben blühenden Orchideenart.

## Geschichte
Das Gebiet von Xuayúa wurde wahrscheinlich vor 900 durch die Nahua-Ethnie Pipil besiedelt. Gegen 1200 kam es unter die Herrschaft von Cuzcatlan.
1528 wurde ganz Cuzcatlan von den Spaniern unter Pedro de Alvarado erobert.
Um das Jahr 1838 oder 1839, in der Regierungszeit von Jefe Supremo Timoteo Menéndez, begannen die Großgrundbesitzerfamilien Larín, Mata und Salaverría mit dem Kaffeeanbau.
Laut kommunalem Informationsblatt vom 3. Dezember 1859 hatte Juayúa damals 1849 Einwohner, die alle von der Landwirtschaft lebten. In Juayúa wurden Kaffee, Weizen, Anis, Lein und Senf angebaut. Von den 399 Häusern waren nur zwei mit Dachziegeln gedeckt, der Rest mit Stroh. Die Bevölkerung sprach Nawat (Pipil).
Durch zwei Regierungsdekrete des Präsidenten Rafael Zaldívar in den Jahren 1881 und 1882 wurden die Eigentumsrechte der indigenen Gemeinden in El Salvador aufgehoben und die gemeinschaftlich bewirtschafteten Ejidos aufgelöst. In der Folge dehnten die Großgrundbesitzer in Juayúa ihre Kaffeeplantagen auf Kosten der Indigenen aus.
Am 1. Mai 1906 erhielt Juayúa Stadtrechte. Am 6. September 1915 wurde es durch ein Erdbeben zerstört, das sein Epizentrum im Berg Cuyotepe (“Kojotenberg”) hatte.
Im Januar 1932 war Juayúa eine Hochburg der Bauernbewegung und die erste Stadt, die am 23. Januar von aufständischen Bauern eingenommen wurde. Unter Führung von Francisco Sánchez, Mitglied der PCS, besetzten Bauern das Rathaus (alcaldía). Bei den Kämpfen starben unter anderen der Großgrundbesitzer Emilio Radaelli, dessen Frau und der Kommandant der Stadt, Coronel Mateo Vaquero. Sánchez ließ sämtlichen Alkohol weggießen, um Trunkenheit bei seinen Anhängern zu verhindern. Außerdem ließ er sich die Landtitel vom Grundamt aushändigen, um eine Landverteilung unter den ihn unterstützenden Bauern vorzubereiten. Die Frauen mussten rote Kleider tragen, die Farbe der Partei des Revolutionärs Sánchez.
Juayúa wurde bereits nach drei Tagen von der Armee gestürmt. Francisco Sánchez wurde ergriffen, durch die umliegenden Dörfer geführt und anschließend zusammen mit Kameraden erschossen. Nach der Niederschlagung des Aufstands kam es zur Matanza, einem Massaker, dem Anfang 1932 in ganz El Salvador etwa 30.000 Menschen zum Opfer fielen, in Juayúa über ein Viertel der Gesamtbevölkerung.
Das Nawat (Pipil), das bis dahin die Sprache der Landbevölkerung Sonsonates gewesen war, wurde verboten. Wer Nawat sprach oder traditionelle Kleidung trug, begab sich damals in Lebensgefahr, weil Menschen auf Grund dieser Unterscheidungsmerkmale getötet worden. So wurde die Nawat-Sprache nicht mehr in der Öffentlichkeit gesprochen und starb in Juayúa aus.

## Geboren in Juayúa
- Eusebio Rodolfo Cordón Cea (1899–1966), 1962 Präsident von El Salvador
- Francisco Sánchez († 1932), salvadorianischer Bauernführer und Revolutionär